# Yeprem I
Yeprem I (Yeprem I Adżapahjan, (orm.) Եփրեմ Ա. Աջապահեան) – duchowny Apostolskiego Kościoła Ormiańskiego, w latach 1770–1784 jeden z patriarchów tego Kościoła, Patriarcha-Katolikos Wielkiego Domu Cylicyjskiego.